# Bactrocera hollingsworthi
Bactrocera hollingsworthi är en tvåvingeart som beskrevs av Drew och Romig 2001. Bactrocera hollingsworthi ingår i släktet Bactrocera och familjen borrflugor. Inga underarter finns listade.